# Cromemco
Cromemco fue una compañía de microcomputadoras de Mountain View (California) en los comienzos de la revolución de la computadora personal, conocida por sus computadoras de alta gama basadas en el Bus S-100. 
El lema de Cromemco fue "Las computadoras del mañana hoy."
La compañía comenzó como una sociedad entre Harry Garland y Roger Melen, dos estudiantes de Ph.D. de la Universidad de Stanford. 
La compañía fue nombrada por su residencia en Stanford, Crothers Memorial Hall, un dormitorio para los estudiantes graduados de ingeniería. 
Cromemco se convirtió en una corporación en 1976. 
En 1981 Cromemco fue reconocida como una de las diez compañías privadas con más rápido crecimiento en los Estados Unidos.

## Comienzos

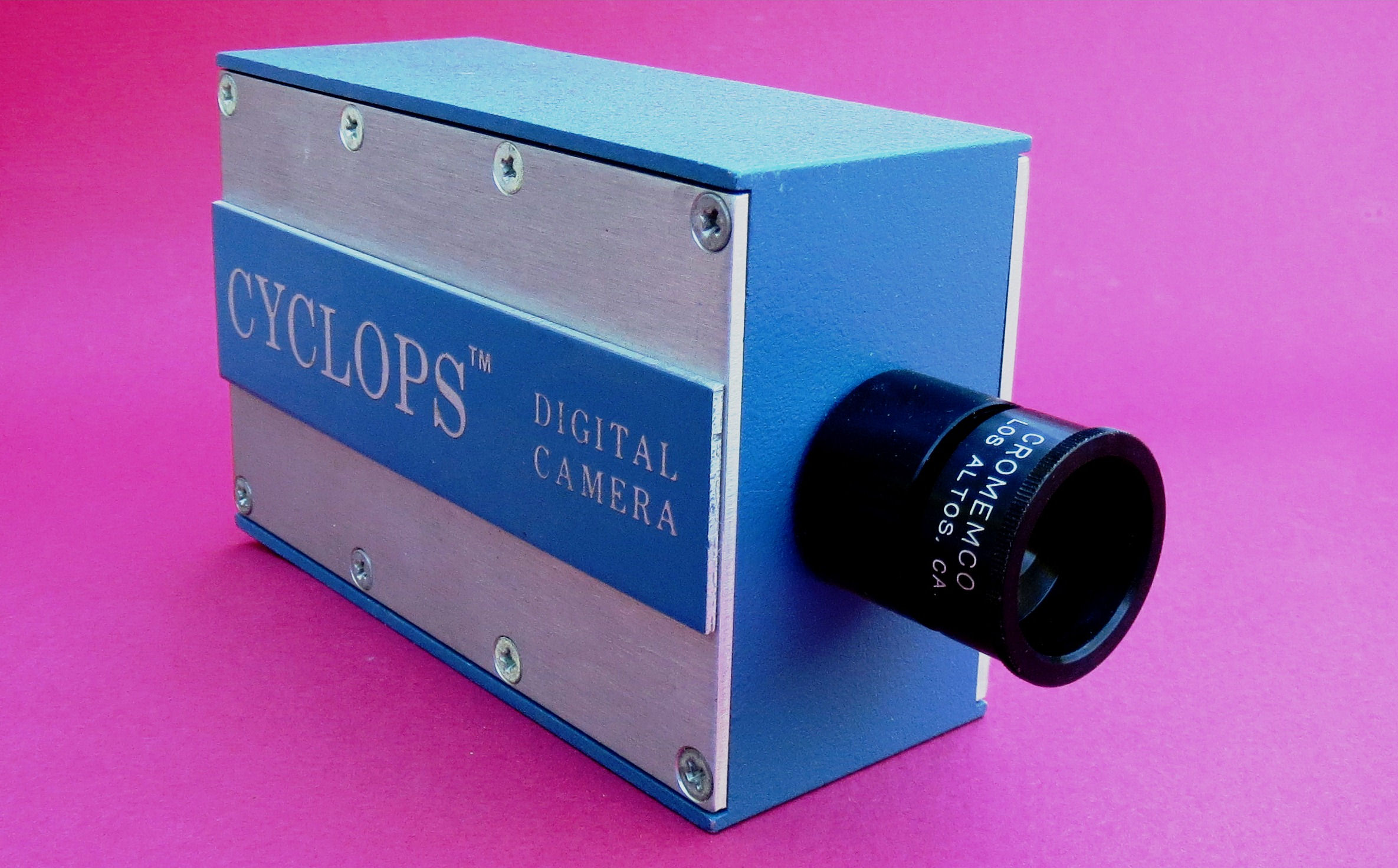
La cámara Cyclops fue el primer producto de Cromemco.

La historia de Cromemco empezó en 1970 cuando Harry Garland y Roger Melen, estudiantes en la Universidad de Stanford, empezaron a escribir una serie de artículos para la revista Popular Electronics. Sus artículos eran muy populares, y en 1974 Roger Melen fue a Nueva York para hablar con Les Solomon, editor técnico de Popular Electronics, sobre su próximo artículo – una cámara digital de bajo costo que se llamó “Cyclops”.
En las oficinas de Popular Electronics, Les Solomon le mostró a Melen un prototipo de la computadora MITS Altair 8800. Les Solomon intuyó los beneficios de conectar una cámara digital a la computadora MITS Altair 8800. Poco después Ed Roberts, presidente del MITS y Roger Melen tuvieron una reunión. Ese fue el comienzo de una fructífera relación.
Después, Melen se reunió con Roberts en la sede de MITS en Albuquerque, Nuevo México. Roberts animó a Melen a conectar la cámara Cyclops a la computadora Altair y le prometió enviarle una unidad Altair para que Melen y sus socios pudieran empezar a construir la interfaz entre la cámara Cyclops y la computadora.
Roger Melen y Harry Garland fundaron la empresa, que se llamó Cromemco, para manufacturar la cámara Cyclops y otros productos para la computadora Altair. 
En enero de 1976 MITS lanzó la cámara Cyclops de Cromemco en su publicación Computer Notes.

## Primeros Productos

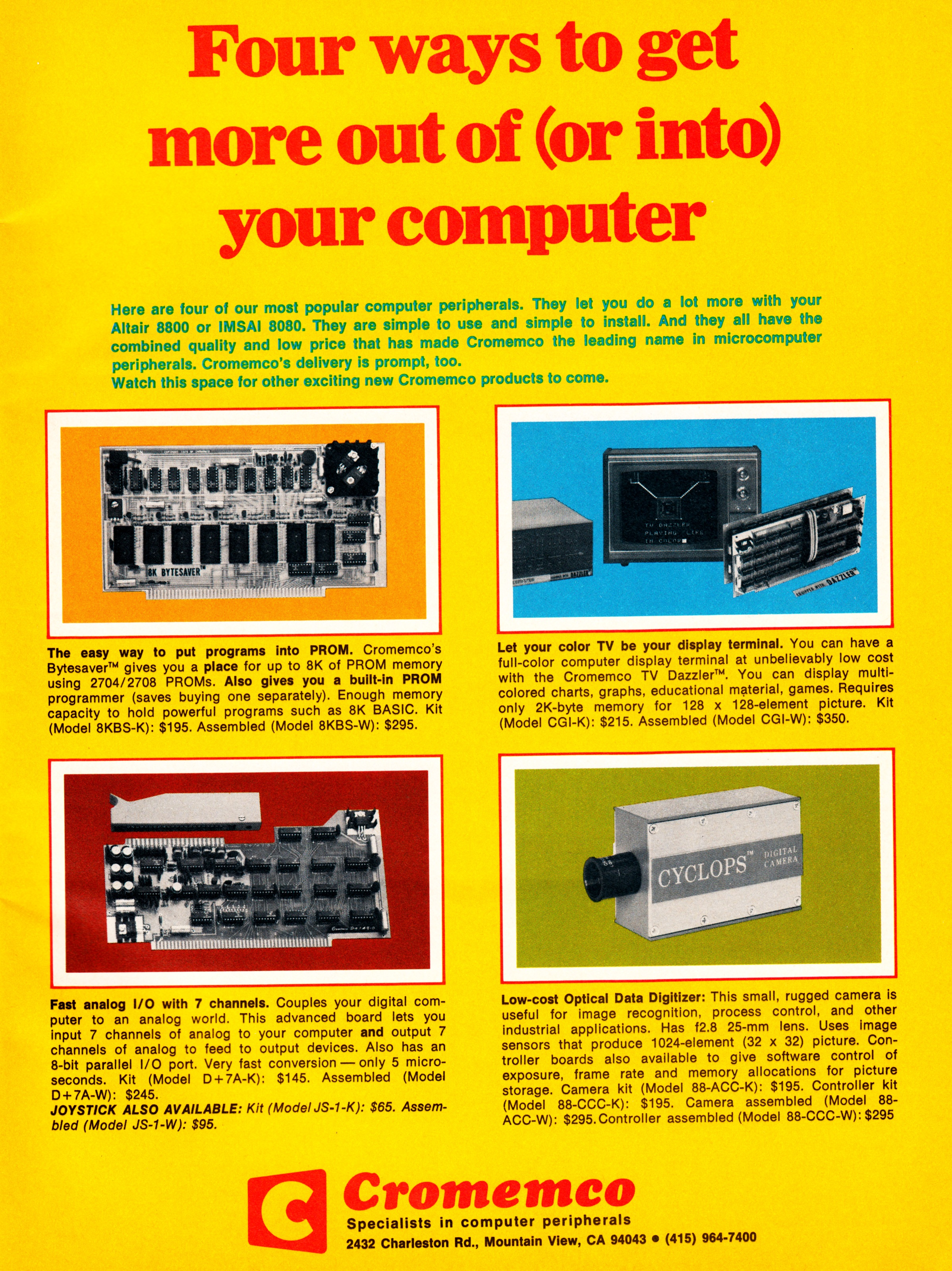
Los primeros productos de Cromemco anunciados en la revista Byte (septiembre de 1976).

Mientras Roger Melen y Harry Garland estaban desarrollando la interfaz entre la cámara Cyclops y la computadora Altair, se dieron cuenta de que existía la necesidad de otros productos para la computadora Altair. Por ejemplo, la computadora Altair no podía almacenar programas. Era común usar cinta de papel perforado como el medio de almacenamiento principal. Para reducir el tiempo para cargar programas y para proveer un medio de almacenamiento más conveniente que cinta de papel perforado, Cromemco desarrolló “Bytesaver”, el primer sistema de almacenamiento de estado sólido para microcomputadoras.
También existía la necesidad de mostrar las imágenes capturadas por la cámara Cyclops. Por eso Cromemco desarrolló una interfaz entre la microcomputadora y el televisor en color. Esta interfaz se llamaba “Dazzler” y fue la primera interfaz gráfica de color para microcomputadoras.
Para manipular imágenes era necesario conectar un joystick a la computadora. Por eso Cromemco desarrolló una interfaz, el “D+7A”, para la computadora Altair. Pero la interfaz D+7A era más que una interfaz para el joystick. El D+7A era una interfaz entre la computadora y señales analógicas de todo tipo. Según un experto “La placa de interfaz D+7A era una de los productos más importantes de Cromemco, porque abrió la puerta al mundo de computación científica e industrial.”
La microcomputadora Altair tenía una placa madre con conectores para aceptar placas de memoria o placas de interfaz, como las de Cromemco. Originalmente este sistema de expansión de la microcomputadora Altair se llamaba “Bus Altair”. Para proporcionar un nombre más general que este, Roger Melen y Harry Garland lo rebautizaron “Bus S-100”. A causa del éxito de la cámara Cyclops, Bytesaver, Dazzler y D+7A, Melen y Garland estaban listos para lanzar sus propias microcomputadoras basadas en Bus S-100.

## Computadoras
Las primeras computadoras de Cromemco eran computadoras de 8-bit basadas en el microprocesador Z80 de Zilog. Después Cromemco lanzó computadoras de 16-bit y 32-bit basadas en los microprocesadores de Motorola. Cromemco se convirtió en el mayor fabricante de microcomputadoras basadas en el bus S-100.

### Computadoras de 8-bit

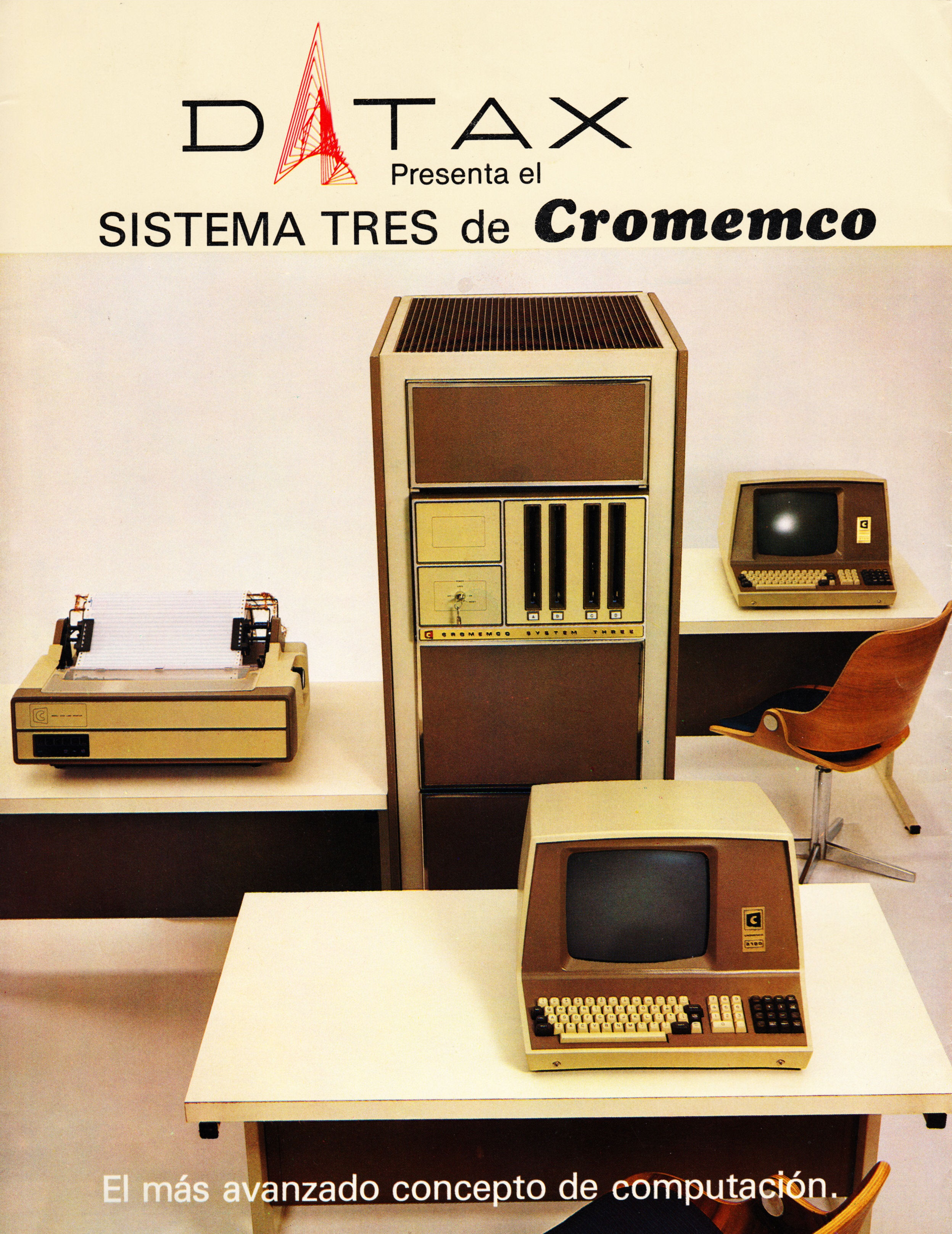
Sistema Tres de Cromemco – publicidad de Datax de México (1980)

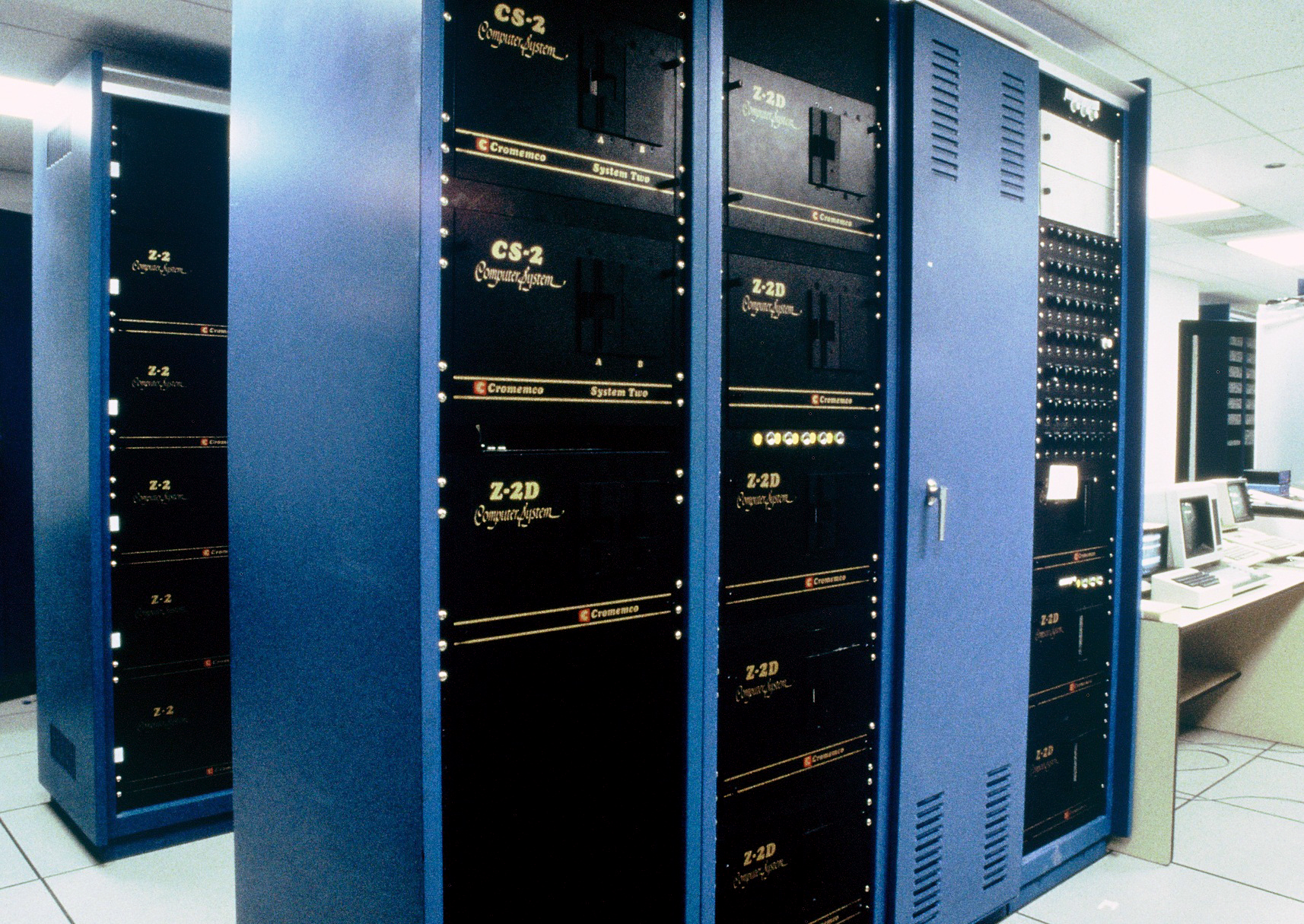
Sistemas Z-2 de Cromemco usados en Chicago Mercantile Exchange (1984)

La primera microcomputadora de Cromemco fue la Cromemco Z-1, lanzada en 1976. La Z-1 fue construida con el chasis de la microcomputadora Imsai, pero con el microprocesador Z80 en vez del Intel 8080. El microprocesador Z-80 utilizaba una señal de reloj de 4 MHz, dos veces más rápida que el microprocesador 8080. Cromemco bautizó su nueva tarjeta de CPU, que usó el microprocesador Z80, con el nombre “ZPU”.
En 1977 Cromemco lanzó la computadora Cromemco Z-2 dirigida a aplicaciones industriales. La Z-2 logró una reputación como una máquina muy robusta y fiable. La próxima computadora de Cromemco fue el Sistema Tres, lanzada en 1978, dirigida a aplicaciones de la empresa. El Sistema Tres fue seguido por el Sistema Dos, esencialmente la Z-2 con una o más unidades de disco internas. Las próximas computadoras de Cromemco fueron el Sistema Cero, diseñado para pequeñas aplicaciones industriales y el Sistema Uno, diseñado para aplicaciones de pequeñas empresas.
En 1982 Cromemco lanzó una computadora personal, conocida como la Cromemco C-10. La C-10 era el único sistema de Cromemco que no era basado en el Bus S-100. La computadora C-10 consistió en un teclado conectado a un monitor por medio de un cable flexible, con una unidad de disco flotante externa opcional.
Cromemco ofreció dos sistemas operativos para sus computadores de 8-bit. CDOS (Cromemco Disc Operating System) fue ofrecido para aplicaciones de un solo usuario. CROMIX (Cromemco Unix) fue ofrecido para aplicaciones de multiusuarios.
| sistema           | año lanzado | conectores S-100 | disco flexible intero | disco duro interno |
| ----------------- | ----------- | ---------------- | --------------------- | ------------------ |
| Z-1               | 1976        | 21               | n/a                   | n/a                |
| Z-2               | 1977        | 21               | n/a                   | n/a                |
| Sistema Cero      | 1980        | 4                | n/a                   | n/a                |
| Sistema Uno CS-1  | 1981        | 8                | 2 x 5¼-pulgadas       | n/a                |
| Sistema Uno CS-1H | 1981        | 8                | 1 x 5¼-pulgadas       | 5 megabytes        |
| Sistema Dos Z-2D  | 1978        | 21               | 2 x 5¼-pulgadas       | n/a                |
| Sistema Dos Z-2H  | 1980        | 12               | 2 x 5¼-pulgadas       | 11 megabytes       |
| Sistema Tres      | 1978        | 21               | 4 x 8-pulgadas        | n/a                |

### Computadoras de 16/32-bit

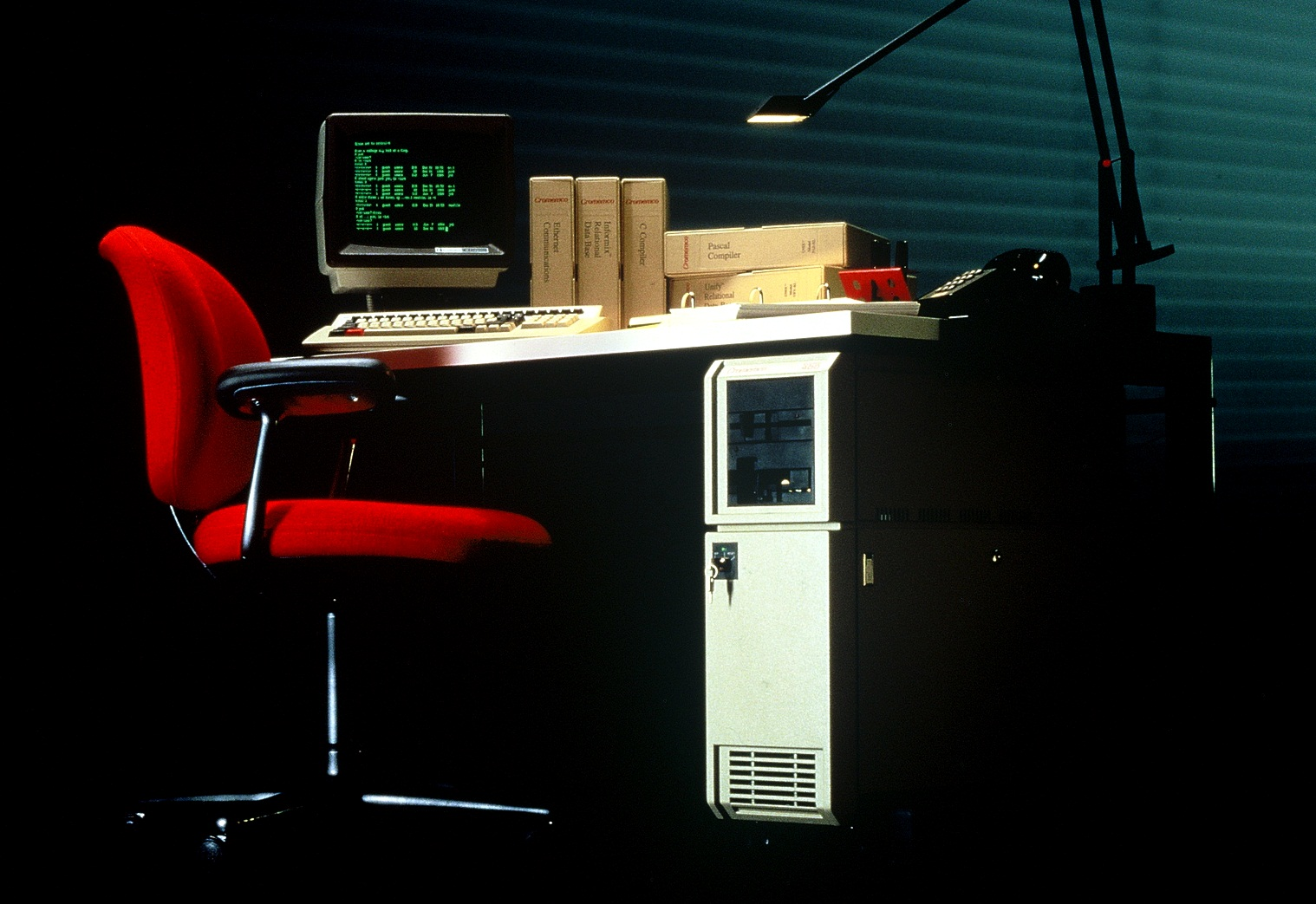
Systema 420 de Cromemco (1985)

Como los microprocesadores mejoraron, Cromemco desarrolló computadoras con estos nuevos microprocesadores. En 1982 Cromemco lanzó una tarjeta de CPU con dos microprocesadores: el Zilog Z-80 (de 8-bit) y el Motorola 68000 (de 16-bit). Cromemco nombró su nueva tarjeta de CPU con los dos microprocesadores el “DPU”.
Cuando la ZPU fue reemplazada con el DPU, el Sistema Uno se convirtió en el Sistema 100, el Sistema Dos se convirtió en el Sistema 200, y el Sistema Tres se convirtió en el Sistema 300. En 1985 Cromemco lanzó un nuevo modelo de estilo “torre” conocido como el Sistema 400.
Cuando Motorola lanzó el microprocesador 68010 de 32-bit en 1985, Cromemco desarrolló una tarjeta de CPU conocida como la “XPU”. Sus sistemas con el nuevo CPU se convirtieron en los Sistemas 110, 210, 310, y 410. Y cuando Motorola lanzó el microprocesador 68020 de 32-bit en 1986, Cromemco desarrolló una tarjeta de CPU conocida como la “XXU” (diseñado por Ed Lupin). Sus sistemas con el nuevo CPU se convirtieron en los Sistemas 120, 220, 320, y 420. El Sistema 250 (modelo CS-250) era una edición especial diseñada para la Fuerza Aérea de los Estados Unidos. Cromemco ofreció dos sistemas operativos para sus computadoras de 16/32-bit: Cromix-Plus y UNIX System V.

## Ingeniería

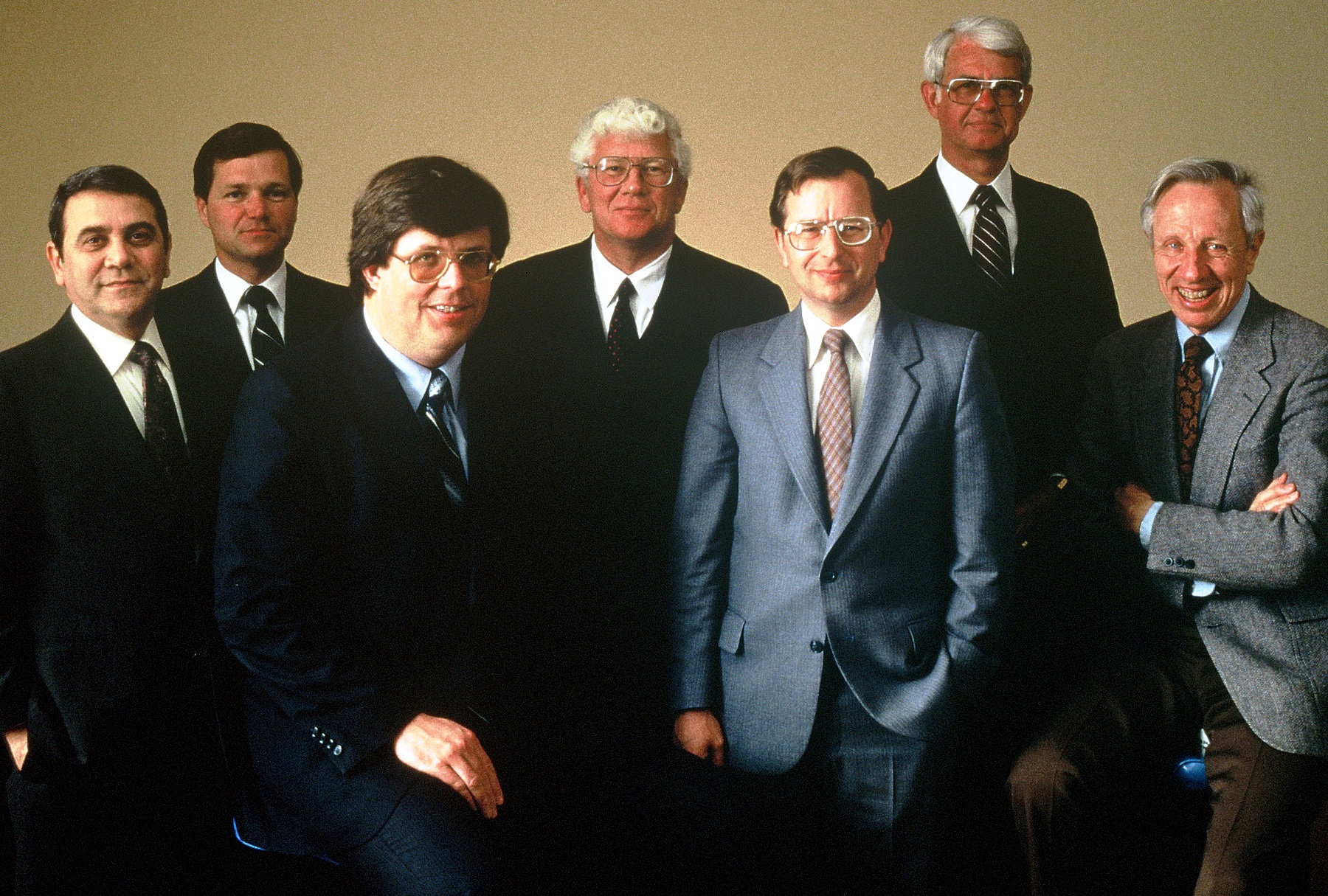
Harry Garland con los directivos y consejeros de Cromemco in 1984. De izquierda a derecha: Andy Procassini, Mike Ramelot, Roger Melen, Chuck Bush, Harry Garland, Glenn Penisten, John G. Linvill.

Cromemco fue conocida por la creatividad y calidad de su ingeniería. Cromemco lanzó la primera cámara digital para microcomputadoras (la Cyclops), la primera tarjeta gráfica de color (la Dazzler), el primer sistema de memoria no volátil programable (el Bytesaver), el primer uso de la conmutación de bancos de memoria y el primer sistema operativo en el estilo de Unix (el Cromix).
Los ingenieros de Cromemco provenían de la Universidad de Stanford, el Club de Computación Homebrew, y otros lugares. Joe McCrate, Curt Terwilliger, Tom McCalmont, Jerry May, Herb Lewis, y Marvin Kausch habían sido estudiantes de los fundadores de Cromemco en la Universidad de Stanford.

 
Ed Hall and Li-Chen Wang llegaron a Cromemco por el Club de Computación Homebrew. Nik Ivancic, Boris Krtolica, y Egon Zakrajšek fueron agentes de Cromemco en Yugoslavia.
Algunos ingenieros de Cromemco fundaron otras compañías. Roger Sippl, Laura King, y Roy Harrington fundaron Informix Corporation. Tom McCalmont fundó REgrid Power Inc. y después McCalmont Engineering. Jeff Johnson fundó UI Wizards, Inc. y escribió libros muy populares sobre el diseño de software.

## Instalaciones destacadas

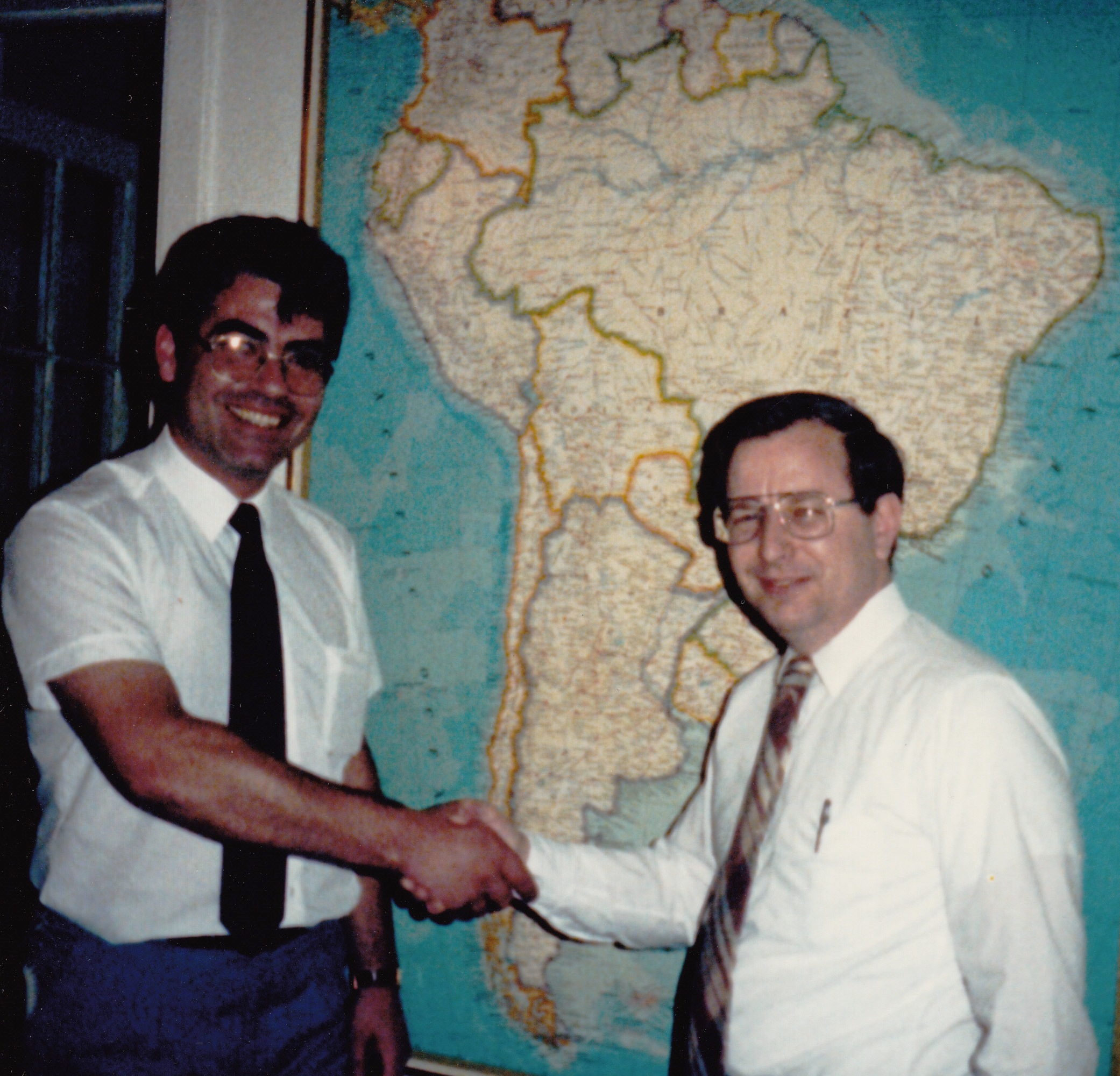
Dr. Jorge Bellet (EPROM) y Dr. Harry Garland (Cromemco) en Chile, enero de 1986. EPROM, fundado en 1980, era el representante de Cromemco en Chile.

Las computadoras Cromemco fueron vendidas en todo el mundo, y algunas de las aplicaciones más destacadas ocurrieron en Latinoamérica. 
En Chile el representante de Cromemco era EPROM Ltda., fundado en 1980. En 1986 según el Dr. Jorge Bellet, gerente general de EPROM, prácticamente todos los departamentos de ingeniería eléctrica de las universidades chilenas cuentan con equipo de Cromemco. También el Dr. Bellet, con sus socios el Dr. Carlos Infante, Carlos Thuene y Mónica Hernández Magofke vendieron sistemas Cromemco a empresas tan prestigiosas como la Compañía de Acero del Pacífico, el Instituto de Investigaciones Agropecuarias, y el Instituto Interamericano de Cooperación para la Agricultura.

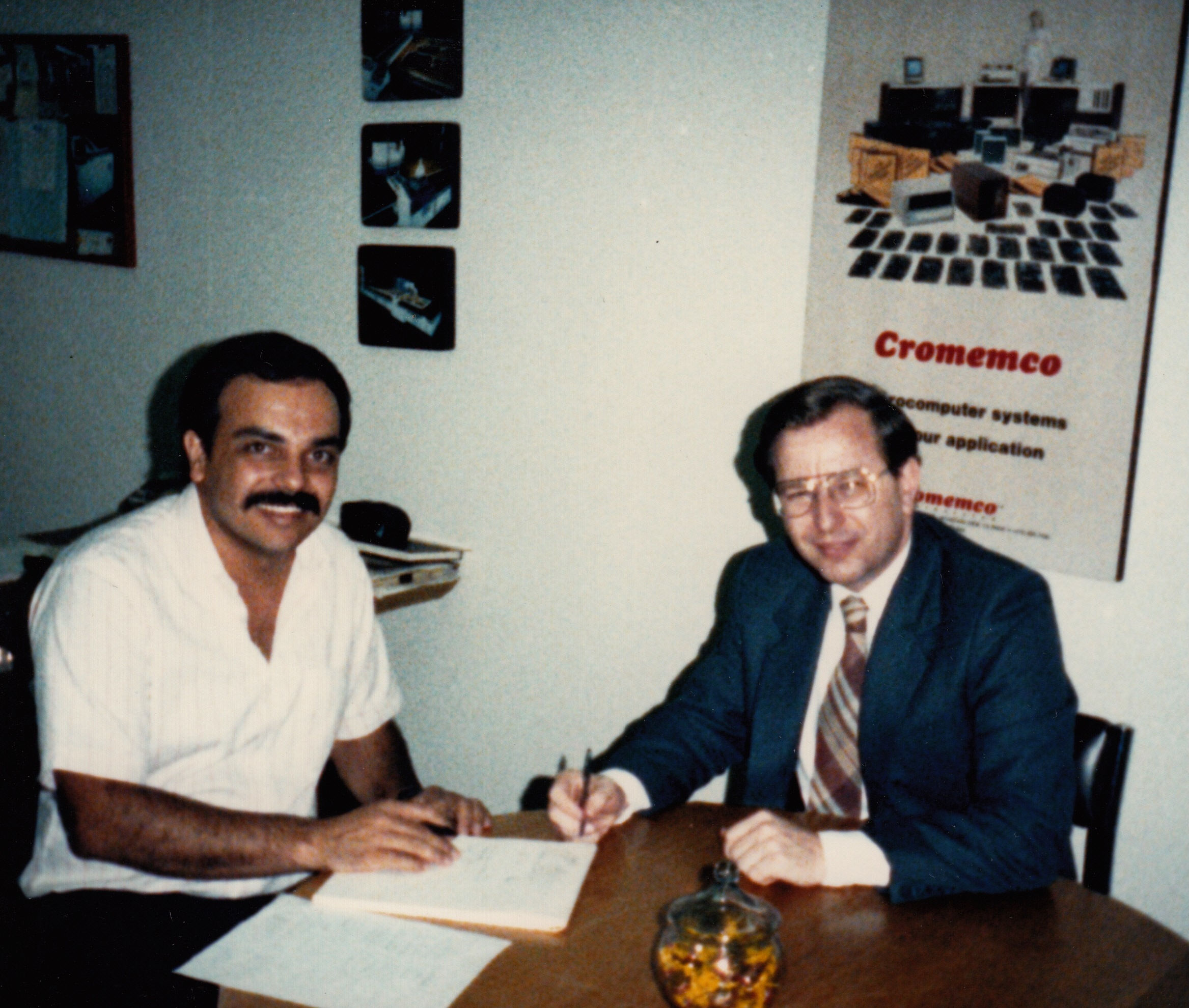
Juan Henao (Control Sistematizado) y Harry Garland en Medellín, Colombia. Control Sistematizado desarrolló los primeros sistemas de control industrial en Colombia basados en microcomputadoras Cromemco.

Cromemco fue representado en Medellín, Colombia por Control Sistematizado S.A., fundado en 1980 con el objetivo de "incorporar tecnologías de punta a procesos industriales existentes, mejorando la productividad y la calidad." Juan Henao, Álvaro Pérez y Jaime Blandon de Control Sistematizado desarrollaron los primeros sistemas de control industrial en Colombia basados en microcomputadoras Cromemco. Las microcomputadoras Cromemco permitieron implementar soluciones eficaces, particularmente en la industria textil (por ejemplo para la compañía Pantex), como el engomado de los hilos, los cuales eran controlados manualmente. Control Sistematizado instaló sensores de temperatura, humedad y viscosidad cuyas lecturas eran procesadas por microcomputadoras Cromemco para desplegar información y actuar sobre los mecanismos, asegurando homogeneidad en el engomado, a mayores velocidades.
En Costa Rica Cromemco fue representada por la compañía Control Electrónico, dirigida por Antonio Artiñano. La Escuela de Ciencias de la Computación e Informática de la Universidad de Costa Rica se fundó en 1981 y su primera computadora fue una microcomputadora Cromemco con procesador Z-80 y 64 kilobytes de memoria. Era la primera microcomputadora adquirida por la Universidad de Costa Rica.
En Ecuador, la información de las guías telefónicas de todo el país fue almacenada en una computadora Cromemco (el Cromemco System 400) comprada por Offsetec. Cromemco fue representado en Ecuador por Compusystems, y el software para realizar esta aplicación fue escrito por Roberto Gaio. Según Marcelo Izurieta, gerente general de Compusystems en Quito, en los años ochenta Cromemco era una de las marcas de computadoras de negocios más reconocida en Ecuador.

## Transición
Cromemco tuvo mucho éxito con sus sistemas gráficos. La interfaz gráfica Dazzler fue sucedida por el “Súper Dazzler” en 1979. En los años 80 la mayoría de las estaciones de televisión en los Estados Unidos usaban el Súper Dazzler para generar imágenes gráficas de mapas meteorológicos y otras aplicaciones. El software para estas aplicaciones fue escrito por la compañía ColorGraphics Systems, una subsidiaria de Dynatech Corporation. Debido al éxito de la combinación del hardware de Cromemco y el software de ColorGraphics Systems, Dynatech Corporation compró Cromemco en 1987 y Cromemco se convirtió en Dynatech Computer Systems.

## Cultura popular
En 1984 la computadora Cromemco Sistema Uno apareció en la película “Los cazafantasmas” en el laboratorio de los cazafantasmas.
En 2011 Paul Allen (cofundador de Microsoft) mencionó la cámara Cromemco CYCLOPS en su libro “Idea Man: a memoir by the cofounder of Microsoft”. El señor Allen escribió “La computadora Altair aún lanzó una cámara digital en 1976”.
En 2011 Mona Simpson (hermana de Steve Jobs, cofundador de Apple) reveló que ella había pensado en comprar una computadora Cromemco como su primera computadora.
En 2013 la computadora Cromemco Sistema Tres apareció en la película “Computer Chess”.
En 2013 Deborah Perry Piscione escribió en su libro “Secrets of Silicon Valley” (en la lista del New York Times Best Seller) que Cromemco y Apple fueron los dos compañías de Silicon Valley responsables en crear la industria de la computadora personal.
En 2018 la computadora Cromemco C-10 fue aceptado en la colección del prestigioso Museo Nacional de Historia Estadounidense.
En 2022 Cromemco fue reconocido por el destacado periódico The Wall Street Journal como un “technological trailblazer” (un pionero tecnológico.)